# جون رولين ريدج
جون رولين ريدج (بالإنجليزية: John Rollin Ridge)‏ (19 مارس 1827 في الولايات المتحدة - 5 أكتوبر 1867، غراس فالي في الولايات المتحدة)؛ صحفي وروائي أمريكي.